# Kampanijski vulkanski luk
Kampanijski vulkanski luk je vulkanski luk koji se sastoji od brojnih aktivnih, uspavanih i ugašenih vulkana u regiji Kampanija u Italiji. Kampanski vulkanski luk nalazi se u Napuljskom zaljevu i uključuje:
- Vezuv : aktivni vulkan koji je posljednji put eruptirao 1944.
- Flegrejska polja: ogromna, drevna kaldera koja sadrži zapadno područje Napulja. Područje je skup brojnih izumrlih kratera koji su dokaz drevnih erupcija; međutim, također je uključena u ovo područje Solfatara, plitki vulkanski krater koji još uvijek ispušta mlazove sumpornih para i stoga je još uvijek aktivan.
- Ischia: otok 20 kilometara zapadno od Napulja, zadnji put je eruptirao 1302.
- Podmorska planina Palinuro, Vavilev, Marsili i Magnaghi: podmorski ugašeni ili neaktivni vulkani južno od Vezuva. Posljednja tri otkrivena su 1950-ih i nose imena geologa koji su ih otkrili. Palinuro je bio poznat i ranije. As of 2006  , bilo je zabrinutosti oko stanja "mirovanja" Marsilija, koje iznosi 3.000 metara visine, a stožac doseže 500 metara metara od površine vode. Satelitski stošci novijeg porijekla otkriveni su na Marsiliju.

"Kampanijski vulkanski luk" nešto je kao prikladan izraz, budući da je to područje dio istog velikog područja intenzivne vulkanske i seizmičke aktivnosti koje uključuje, dalje prema jugu, aktivne otočne vulkane Stromboli i Vulcano na sjevernoj obali Sicilije, pa čak i najveći aktivni vulkan u Europi, Etna, na Siciliji.